# يحيى بن عبد الرحمن بن حاطب
يحيى بن عبد الرحمن بن حاطب بن أبي بلتعة من لَخم حليف بني أسد بن عبد العُزّى بن قُصَيّ. ولد في خلافة عثمان بن عفان وكان يكنى أبو محمد، وكان ثقةً كثير الحديث.

## طلبه للعلم
روى الحديث عن أسامة بن زيد بن حارثة الكلبي، وحسان بن ثابت الأنصاري، وأبي عمرو زياد بن عمرو الفهري، وعبد الله بن الزبير، وعبد الله بن عمر بن الخطاب، وعبد الرحمن بن الحارث بن هشام، وأبيه عبد الرحمن بن حاطب بن أبي بلتعة، وعبد الرحمن بن عثمان التيمي، وعبيد بن مالك بن خثيم، وأبو سعيد الخدري، وعائشة بنت أبي بكر.
روى عنه أسامة بن زيد الليثي، وبكير بن عبد الله بن الأشج، وجعفر بن عبد الله بن الحكم الأنصاري والد عبد الحميد بن جعفر، وخالد بن إلياس، وزيد بن أسلم، وعبد الله بن أبي لبيد، وعبد الله بن محمد بن عمر بن حاطب بن أبي بلتعة، وعروة بن الزبير وهو من أقرانه، ومحمد بن عمرو بن علقمة، وموسى بن سعد مولى بني أسد بن عبد العزى، وهشام بن عروة بن الزبير، ويحيى بن سعيد الأنصاري. ذكره محمد بن سعد في الطبقة الثانية من أهل المدينة ممن أدرك عثمان بن عفان، وعلي بن أبي طالب، وزيد بن ثابت. وذكره خليفة بن خياط في الطبقة الثانية.
روى له الجماعة سوى البخاري.

## الجرح والتعديل
- قال الهيثم بن عدي، عن صالح بن حسان: كان المحدثون من هذه الطبقة يعني الثالثة من أهل المدينة: سليمان بن يسار، وأبو بكر بن محمد بن عمرو بن حزم، وعبيد الله بن عبد الله بن عتبة، وسالم بن عبد الله بن عمر، وأبو بكر بن عبد الرحمن، ويحيى بن عبد الرحمن بن حاطب.
- قال معاوية بن صالح، عن يحيى بن معين في تسمية تابعي أهل المدينة ومحدثيهم: يحيى بن عبد الرحمن بن حاطب.
- قال عباس الدوري، عن يحيى بن معين: يحيى بن عبد الرحمن بن حاطب بعضهم، يقول: سمعت عمر، وهذا باطل، إنما هو عن أبيه سمع عمر.
- قال العجلي: مدني تابعي ثقة.
- قال محمد بن سعد: كان ثقة كثير الحديث.
- قال النسائي والدارقطني: ثقة.
- ذكره ابن حبان في كتاب الثقات.
- قال ابن خراش: يحيى بن حاطب يروي عنه الناس جليل، رفيع القدر.

## وفاته
قال علي بن المديني ومحمد بن سعد وأبو حاتم الرازي والهيثم بن عدي وخليفة بن خياط وعمرو بن علي الفلاس وغيرهم: مات سنة 104 هـ.